# قفس آهنین
قفس آهنین (به انگلیسی: Iron cage) در جامعه‌شناسی مفهومی است که توسط ماکس وبر (۲۱ آوریل ۱۸۶۴–۱۴ ژوئن ۱۹۲۰) جامعه‌شناس آلمانی برای توصیف افزایش عقلانیت ذاتی در زندگی اجتماعی، به‌ویژه در جوامع سرمایه‌داری غرب بکار گرفته شد. بر اساس این نظریه، «قفس آهنین» افراد را در نظام‌هایی به دام می‌اندازد که صرفاً بر اساس کارایی غایت‌شناسی، محاسبه عقلانی و کنترل است. وبر همچنین بوروکراتیزه کردن نظم اجتماعی را «شب قطبی تاریکی یخی» توصیف کرد.
اصطلاح اصلی آلمانی stahlhartes Gehäuse (لاک سخت فولادی) است که به «قفس آهنین» ترجمه شد، عبارتی که تالکوت پارسونز در سال ۱۹۳۰ در ترجمه «اخلاق پروتستانی و روح سرمایه‌داری» وبر در زبان انگلیسی بکار برد. اخیراً توسط پژوهشگرانی که ترجمه مستقیم تر را ترجیح می‌دهند، انتخاب «لاک سخت فولادی» مورد تردید قرار گرفته‌است.
وبر (در ترجمه پارسونز) نوشت:
در دیدگاه باکستر مراقبت از کالاهای خارجی فقط باید مانند شنل روی شانه‌های قدیس سبک باشد که هر لحظه بتوان آن را به کناری انداخت ولی سرنوشت مقرر کرد شنل به «قفس آهنین» تبدیل شود.
وبر به کنش اجتماعی و معنای ذهنی‌ای توجه داشت که انسان‌ها به کنش‌ها و تعامل خود در زمینه‌های اجتماعی خاص می‌دهند. او همچنین به ایده‌آلیسم باور داشت و بر اساس همین باور است که ما چیزها را فقط به سبب معنایی می‌شناسیم که برای آنها به کار می‌بریم. این باعث شد او به قدرت و اقتدار از نظر بوروکراسی و عقلانیت علاقمند شود.

## عرفی شدن و دین
وبر می‌گوید: «مسیر توسعه مستلزم وارد کردن محاسبه به برادری سنتی است که جایگزین روابط مذهبی قدیمی می‌شود».
جامعه مدرن با تغییر انگیزه رفتارهای فردی مشخص می‌شد.
کنش‌های اجتماعی به جای انواع قدیمی کنش‌های اجتماعی بر کارآمدی تبدیل می‌شود که مبتنی بر نسب یا خویشاوندی بود. رفتار تحت سلطه عقلانیت هدف‌گرا و کمتر تحت سلطه سنت و ارزش‌ها قرار گرفته بود. به عقیده وبر، تغییر شکل قدیمی تحرک از نظر خویشاوندی به شکل جدید از نظر مجموعه‌ای از قوانین سخت، نتیجه مستقیم رشد انباشت سرمایه یعنی سرمایه‌داری بود.

## اثرات بوروکراسی

### مشارکت‌های مثبت
بوروکراسی‌ها از نظام فئودالی و موروثی‌گرایی متمایز بودند چون در آنها افراد بر اساس روابط شخصی ارتقاء می‌یافتند. در بوروکراسی‌، مجموعه‌ای از قوانین وجود دارد که به وضوح تعریف شده و ارشدیت از طریق صلاحیت‌های فنی و کنترل انضباطی ارتقاء می‌یابد. وبر باورمند است که این امر بر جامعه مدرن و بر نحوه عملکرد امروزین ما به‌ویژه از نظر سیاسی تأثیر گذاشته‌است.
فرمالیسم بوروکراتیک اغلب با استعاره وبر از قفس آهنین مرتبط هست زیرا بوروکراسی بزرگترین بیان عقلانیت است.
وبر نوشت بوروکراسی‌ها سازمان‌هایی هدف‌گرایند که بر اصول عقلانی مبتنی هستند و برای رسیدن به اهداف خود به کار می‌روند. با این حال، وبر همچنین تشخیص می‌دهد محدودیت‌هایی در «قفس آهنین» چنین نظام بوروکراتیکی وجود دارد.

### اثرات منفی بوروکراسی‌ها
بوروکراسی‌ها مقادیر زیادی از قدرت را در تعداد کمی از مردم متمرکز می‌کنند که عموماً نظارتی ندارند. وبر یاور داشت کسانی که سازمان‌ها را کنترل می‌کنند، کیفیت زندگی ما را نیز کنترل می‌کنند. جایی که تعداد کمی از مقامات، صاحب قدرت سیاسی و اقتصادی هستند، بوروکراسی‌ها تمایل به ایجاد الیگارشی دارند. به گفته وبر بوروکراسی شکلی از سازمان است که برتر از سایرین است. بوروکراتیزه کردن و عقلانیت بیشتر ممکن است «سرنوشت گریزناپذیر» باشد.

## قفس آهنین بوروکراسی
به این چند دلیل، قفس آهنین تکامل خواهد یافت و از نظر فنی جامعه منظم، زمخت و غیرانسانی خواهد شد. قفس آهنین مجموعه مقررات و قوانینی است که همه ما تابع آن هستیم و باید به آن پایبند باشیم. بوروکراسی ما را در قفسی آهنین یک «آرمانشهر تکنولوژیک» قرار می‌دهد که به جای رهاسازی آزادی و توانایی فردی انسان، آن را محدودتر می‌سازد. چاره دیگری جز این شیوه نهادی نداریم. هنگامی که سرمایه‌داری به وجود آمد، همانند ماشینی بود که بدون گزینه جایگزین به آن کشیده می‌شدید.
قوانین بوروکراسی شامل موارد زیر است:
1. کارمند فقط نسبت به تعهد رسمی خود اقتدار دارد.
2. سلسله مراتب در دفاتر، به وضوح تعریف و سازماندهی شده‌است.
3. هر مقامی یک حیطه صلاحیت به وضوح تعریف شده دارد.
4. رئیس در مناسبات قراردادی، حق انتخاب آزاد دارد.
5. مسئولان از طریق صلاحیت فنی انتخاب می‌شوند.
6. به کارمند حقوق ثابت پرداخت می‌شود.
7. دفتر کار اصلی‌ترین مشغله کارمند است.
8. ترفیع بر اساس موفقیتی است که با قضاوت مافوق اعطا می‌شود.
9. کارمند کاملاً فاقد حق تملک وسایل اداری است.
10. کارمند در داخل اداره مشمول نظم و انضباط جدی و سیستماتیک است.

## هزینه‌های بوروکراسی
«محاسبه منطقی … هر کارگری را به یک چرخ دنده در دستگاه بوروکراسی تقلیل می‌دهد و با مشاهده خود در این پرتو، فقط از خود می‌پرسد چگونه خود را تبدیل کند … به یک چرخ دنده بزرگتر … اشتیاق به بوروکراتیزه شدن در این جریان ما را به ناامیدی می‌کشاند.»
- از دست دادن فردیت؛[۲۳] نیروی کار اکنون به کسی فروخته می‌شود که کنترل را در دست دارد، به جای اینکه صنعتگران و هنرمندان از نیروی کار خود بهره ببرند.[۲۴]
- از دست دادن استقلال؛ دیگران ارزش خدمات یک فرد را تعیین می‌کنند.[۲۵] افراد وسواس زیادی برای رفتن به موقعیت‌های بزرگتر و بهتر پیدا می‌کنند ولی همیشه شخص دیگری ارزش دستاوردهای آنها را تعیین می‌کند.[۲۶]
- عدم آزادی فردی؛ افراد دیگر نمی‌توانند در یک جامعه شرکت کنند مگر اینکه به یک سازمان در مقیاس بزرگ تعلق داشته باشند. جایی که در ازای دست کشیدن از تمایلات شخصی خود برای انطباق با اهداف بوروکراسی، وظایف خاصی به آنها داده می‌شود.[۲۷] و اکنون از مرجع قانونی پیروی می‌کنند.[۲۸]
- تخصصی با تخصص، جامعه بیشتر وابسته به هم می‌شود و هدف مشترک کمتری دارد.[۲۹] در مفهوم اجتماع ضرر وجود دارد زیرا هدف بوروکراسی‌ها این است که کار را به نحو احسن انجام دهند.[۳۰]

سلسله مراتب بوروکراسی می‌توانند منابع را در تعقیب منافع شخصی خود کنترل کنند. که زندگی جامعه را به شدت تحت تأثیر قرار می‌دهد و جامعه هیچ کنترلی بر آن ندارد. همچنین بر نظم سیاسی جامعه و دولت‌ها تأثیر می‌گذارد زیرا بوروکراسی‌ها برای تنظیم این سازمان‌ها ساخته شده‌اند ولی فساد یک موضوع باقی مانده‌است. هدف بوروکراسی یک پیگیری یکجانبه دارد که می‌تواند نظم اجتماعی را خراب کند. آنچه که ممکن است برای سازمان مناسب باشد شاید برای کل جامعه مناسب نباشد که بعداً می‌تواند به آینده بوروکراسی آسیب برساند. عقلانیت رسمی در بوروکراسی نیز مسایل خود را دارد. مسایل کنترل، مسخ شخصیت و افزایش سلطه وجود دارد. هنگامی که بوروکراسی ایجاد می‌شود، کنترل غیرقابل نابودی است. تنها یک مجموعه از قوانین و رویه‌ها وجود دارد که همه را به یک سطح کاهش می‌دهد. مسخ شخصیت به این دلیل رخ می‌دهد که موقعیت‌های فردی در نظر گرفته نمی‌شوند. مهمتر از همه، بوروکراسی‌ها در طول زمان مسلط تر خواهند شد مگر اینکه متوقف شوند. در یک جامعه بوروکراتیک پیشرفته صنعتی همه چیز حتی مردم بخشی از ماشین در حال گسترش می‌شود.
در حالی که قرار است بوروکراسی‌ها بر اساس عقلانیت باشد.

## بحث در مورد بوروکراسی
وبر استدلال می‌کند که بوروکراسی‌ها بر ساختار اجتماعی جامعه مدرن تسلط یافته‌اند؛ ولی ما به این بوروکراسی‌ها برای کمک به تنظیم جامعه پیچیده خود نیاز داریم. آزادی و دموکراسی در دراز مدت.
عقلانیت اقتدار قدرت‌های جادویی را از بین برد ولیا نظم دستگاهی مانند بوروکراسی را نیز به وجود می‌آورد که در نهایت همه نظام‌های اعتقادی را به چالش می‌کشد.
توجه به این نکته حائز اهمیت است که به گفته وبر، جامعه این نظام‌های بوروکراتیک را راه اندازی می‌کند و تغییر آنها بر عهده جامعه است. وبر استدلال می‌کند تغییر یا شکستن این بوروکراسی‌ها بسیار دشوار است ولی اگر آنها واقعاً از منظر اجتماعی ساخته شده‌اند، جامعه باید بتواند مداخله کند و نظام را تغییر دهد.